# Neuropol X
Neuropol X és una font tipogràfica creada l'any 2003 pel dissenyador de fonts TrueType i OpenType Ray Larabie. Segons el web de Typodermic Fonts, Neuropol X és una font futurista, que recorda la ciència-ficció, jocs virtuals, rajos vectorials i traçats de superfície plana. També crea un pont entre l'estil de les fonts geomètriques de pal sec de finals del segle XX i les fonts futuristes i superel·líptiques.

## Característiques
La tipografia Neuropol X és, en primera instància, una lletra de pal sec. Composta pràcticament només amb traços verticals i horitzontals, amb alguna excepció de traç oblic, a més de no tenir serifes, aquests acaben la seva longitud en forma arrodonida, tot assolint una profunda harmonia amb la resta dels traços de la font. Això es deu al fet que, Neuropol X només compren dins seu triangles i quadrats, únicament, és a dir, només hi ha angles rectes i tancats. En el cas de lletres que poguessin requerir angles oberts, aquests es substitueixen per una composició de dos angles rectes.
Tenint en compte les astes ascendents i descendents, hem de puntualitzar que les astes ascendents són lleugerament més altes que les descendents, i, aproximadament, les astes tenen una longitud d'un terç de l'altura de la x. També cal remarcar que l'alçària de les majúscules és igual a la de les astes ascendents.
Com en moltes altres fonts, i per tradició i millor visualització, els acabats rodons de la font, tant per la part superior com per la part inferior de l'altura de la x, són lleugerament més grans que dita altura. Això deriva en que totes les lletres que contenen traçats rectes amb terminals oberts, com el cas dels dos traçats de la U que finalitzen a l'extrem superior, siguin lleugerament més alts que si estiguessin units, com seria el cas de la O.
Dins els caràcters que pot contenir la font, trobem que els angles rectes es poden dividir en dos grups. Un primer grup seria els angles rectes formats per dos traços que s'uneixen pels extrems, i l'altre cas seria el d'un traç que toca un altre traç perpendicular a ell, en una part intermèdia de la longitud d'aquest segon. En el primer cas, trobem que els traços s'uneixen, seguint una línia d'una hipotètica circumferència de diàmetre igual a la meitat de l'altura de la x. En el segon cas, simplement obtenim angles de noranta graus tradicionals.
Totes aquestes característiques apareixen explicades gràficament al següent esquema: